# Serie 8000 de Renfe
La Serie 8000 de Renfe son una serie de coches de viajeros para Largo Recorrido.

## Serie 8000 de origen

### Historia
Siguiendo un primer pedido en 1960, entre los años 1961 y 1973, RENFE recibió los coches que constituyeron la serie 8000, conocidos popularmente como los “alemanes”, debido a que son del tipo UIC-X (norma 567-1) de DB, modelo puesto en servicio en Alemania en 1952.
Se construyeron un total de 883 unidades entre coches (706) y furgones (177). Los primeros vehículos de la Serie 8000, fueron producidos por factorías alemanas y Neerlandesas (Werkspoor, Linke-Hofmann Busch, DWM y Westwaggon) y posteriormente, también por la industria española (Material Móvil y Construcciones, S.A. (MMC), Construcciones y Auxiliar de Ferrocarriles, S.A., Macosa, Euskalduna y SECN).
Convivieron con la última época de la tracción vapor en España.

### Características técnica
Los coches, de 26,4 m de longitud y 19 m entre pivotes de bogie, tenían departamentos con pasillo lateral. Estaban equipados con los fiables bogies de Minden-Deutz. Al principio llevaban freno de vacío con lo que podrían circular a 100 km/h pero más tarde se les dotó de freno de aire comprimido y fueron autorizados a 120 km/h. En una segunda etapa recibieron calefacción eléctrica (la original era de vapor). El alumbrado se conseguía a partir de una dinamo acoplada a un eje llamada "statodyne" y que durante la marcha cargaba unas baterías.

### Subseries
Los vehículos, se distribuyeron de las forma siguiente:
- 706 coches:
  - 121 AA 8001-8121 entonces A10r-8000 , 50 71 10-08 000 a 120, 10 departamentos de 1.ª clase, 60 plazas, 37-41 t, construidos en 1961-1968 por MMC, CAF, Macosa,
  - 6 AAB 8001-8006  entonces A5B5-8000 , 50 71 30-18 001 a 006, mixtes de 1.ª - 2.ª clase (5+7 departamentos, 30+40 plazas), 41.2 t, 1963, Renfe, dados de baja en 1977,
  - 15 BB 8001-8015 entonces B10r-8000, 10 departamentos mixtos de 2.ª clase, 80 plazas, 38.5 t, 1963-1964, MMC, dados de baja en 1974,
  - 445 BB 8501-8945 entonces B12r-8500, 50 71 22-18 000 a 438,  12 departamentos de 2.ª clase, 96 plazas, 36-40 t, 1963-1969, LHB, VMD, CAF, Macosa, Westwaggon, MMC, Euskalduna, DWM,
  - 117 BBL 8101-8217 entonces Bc10r-8100  (enlace roto disponible en Internet Archive; véase el historial, la primera versión y la última)., 50 71 50-19 000 a 130, coches de literas, 10 departamentos de 2.ª clase, 60 literas / 80 asientos, 41.2 t, 1965-1966 et 1971-1972, DWN, Westwaggon, MMC, Macosa,
  - 8 RRR 8001-8008 entonces R8 8000  (enlace roto disponible en Internet Archive; véase el historial, la primera versión y la última)., 50 71 88-19 000 a 007, coche restaurante 24 pl.  (enlace roto disponible en Internet Archive; véase el historial, la primera versión y la última)., 44.5 t, 1965-1966, Wegmann.
- 177 furgones de equipaje:
  - 90 DD 8101-8190 entonces D8 8000  (enlace roto disponible en Internet Archive; véase el historial, la primera versión y la última)., 50 71 92-18 114 a 203  (enlace roto disponible en Internet Archive; véase el historial, la primera versión y la última)., 38 t + 20 t de carga útil, construidos en 1973 por CAF, Vers, Macosa et Astilleros de Cádiz,
  - 62 DDT 8026-8087, 50 71 92-18 516 a 577  (enlace roto disponible en Internet Archive; véase el historial, la primera versión y la última)., 44,3 t + 21.7 t de carga útil, 1964-1966 por CAF, Euskalduna, Vers, Los Certales, CAT, Grassel
  - 25 DDET 8001-8025, 50 71 91-18 500 a 524 mixtos de equipaje y correos  (enlace roto disponible en Internet Archive; véase el historial, la primera versión y la última)., 44-48 t + 17.4 t de carga útil, 1964 por CAF, Astilleros de Cádiz, Vers, CAT de Villaverde et Euskalduna.
- Transformaciones:
  - en 1974-75, los 15 coches de asientos de 2.ª clase BB 8000 se transforman en coches de literas BBL 8218 a 8232.

### Servicios
Los coches de la serie 8000 formaban principalmente las composiciones de la mayor parte de los trenes expresos nocturnos y de los trenes ómnibus o correos.
Los últimos coches de la serie 8000 sin transformar aún en servicio, furgones D8 de la serie 8100, se apartaron 1997.

### Decoraciones
Eran decorados con el típico verde oliva de los años 1950 a 1970.
Más tarde, tras 1986 empezaron a decorarse con la nueva pintura denominada "Estrella" y acompañaban algunos trenes Expresos y Ómnibus con dichos colores.
A los 8000 reformados también se les dotó de esta nueva decoración "Estrella" y de otras como la de "Regionales" en el caso de los coches 16.200 o de colores de la época de transición, completamente blancos y más tarde los de la UN de Largo Recorrido y Grandes Líneas.

## "Ochomiles" transformados
Entre 1981 y 1985 se recibieron los coches de la serie 9000 y entre 1984 y 1987 los de la serie 10000 que presentaban muchas ventajas sobre la serie 8000, en particular los bogies GC (gran confort) que permitían sobre todo circular a 160 km/h, tenían mejor interiorismo y, aire acondicionado.
Con el objetivo de poder seguir utilizando los sólidos pero espartanos ochomiles que estaban sólo a la mitad de su vida útil, a mediados de los años 1980, RENFE, decidió realizar una transformación muy profunda de su interiorismo pero dejando los bogies de Minden-Deutz y conservando la distribución inicial. El objetivo para RENFE era contar con un parque de coches de viajeros más homogéneo y constituido por las series 9000, 10 000 y ochomiles trasnformados (en esas fechas las series 3000, 5000 y 6000 empezaban a darse de baja).
Las primeras transformaciones se terminaron por el TCR de Málaga en 1987 y posteriormente se tomó la decisión de instalar aire acondicionado a los coches transformados. Los últimos ochomiles originales transformados fueron los furgones D12 12.400 en 1992.
Todos los coches transformados mantuvieron los bogies de Minden-Deutz y la suspensión primaria de «silentblocks». A partir de 1994 algunos vehículos de recibieron nuevos bogies tipo GC (Gran Confort), permitiéndoles rodar a 160 km/h.
Aunque en un principio se pensaba modernizar todos los coches de la serie 8000, el total de coches transformados en las series 7100, 11000, 12000 y 16000 fueron 547, incluyendo 25 furgones. Al menos otros 127 coches fueron transformados en tipos particulares Al-Alandus, Chartrén serie 15000, Comfersa y coches laboratorio.
La mayoría de los coches y furgones permanecieron pocos años en circulación después de su transformación. Los coches sin aire acondicionado fueron los primeros en ser dados de baja. Si el 1 de enero de 1995 había todavía 375 coches en servicio de las series 11000, 12000 y 16000, el 15 de enero de 2001 ya sólo quedaban 22, todos con bogies GC para 160 km/h. La vida media media después de la transformación fue del orden de ocho años. Caso aparte es el de los 15 coches para Chartrén de la serie 15000  que estuvieron sólo dos años en servicio. Las únicas series en servicio en 2009 fue la de coches cama Wl26x 7100 y tres coches de la serie  12000.
Muchos coches han sido desguazados o vendidos a terceros países. RENFE tomó decisiones difícilmente comprensibles por ejemplo la de la retirada de la serie Bc11x-11600 a partir de 1994: eran originalmente coches de segunda clase de la serie 8000 que fueron transformados en 1987-1989 a literas, y en 1992 se estuvo a punto de reconvertir un grupo de 17 coches de nuevo a coches de segunda clase, dos años antes de empezar a ser dados de baja.
La práctica desaparición de los 883 coches de la serie 8000 y de los 8000 transformados de Renfe contrasta con la situación de coches de las series equivalentes X-UIC de DB (6.145 coches construidos entre 1952 y 197x) y también en Italia (4300 coches construidos entre 1964 y 1985), donde muy numerosos coches de estas series, en parte construidos antes que los primeros 8000 de Renfe siguen prestando servicio.

### Renfe Serie 7100
- WL26x-7.100 (7101-7140) Cuarenta coches con 13 departamentos de 2 camas con ducha en cada departamento (comercializados como cama gran clase). Procedentes de la reforma de coches BB 8500 de segunda clase entre abril de 1988 y finales de 1989 Fueron decorados en colores estrella tras la transformación. En 1994 se les instala bogies GC para 160 km/h.  A principios de 2001, sólo un coche había sido dado de baja. El último coche de esta serie en circular fue el 7118 que hizo su último viaje entre Málaga Maria Zambrano y Bilbao Abando formando la composición del "Estrella Picasso" N.º 941 en septiembre de 2012. Más tarde fue enviado a Monforte de Lemos donde permaneció hasta agosto de 2014 estacionado en la rotonda ferroviaria del Museo del Ferrocarril de Galicia y en ese mismo mes volvió a Málaga para su puesta a punto para formar parte de un tren turístico de Renfe, quedando al final desestimada la idea y a su vez quedando en Málaga apartado dicho vehículo.

### Renfe Serie 11000
- D11-11.400 (11.401 a 11.410) Furgones procedentes de la reforma de antiguos D8-8.000. Reformados en el TCR de Málaga en 1988. Pertenecieron a Paquexprés, decorados en rojo.
- Bc11x-11.600 (11.601 a 11.750). Coches literas de segunda clase procedentes de la transformación de coches de segunda clase BB 8500. Los 150 coches fueron transformados por Macosa, Ateinsa y CAF (50 coches cada empresa). Dados de alta entre mayo de 1987 y abril de 1989, fueron dados de baja entre 1993 y 1997, y vendidos cuatro de ellos a SEFEPA en Argentina en 1994 y sobre todo a Irán dentro de un grupo de 135 coches vendidos a este país (60 literas B11x-11.600en 1998 y al menos 26 en 2000[4]). Hubo planes concretos en 1992 para transformar de nuevo un grupo de 17 coches literas en coches de segunda clase ([3] p. 12).

### Renfe Serie 12000
- A12tv-12.000  (12001-12010) Pasillo central disposición 2+2 y repartido en 2 salones diferentes. Procedentes de la transformación de coches de primera clase AA8000 entre noviembre de 1990 y marzo de 1991. Tienen bogies GC para 160 Km/h. De los 5 coches que estaban en servicio en enero de 2001,[4] tres siguen en servicio en 2009 según Listado del Material Ferroviario Español.
- A10x-12.000 (12.001 a 003) Tres coches de preferente con 10 departamentos de 6 plazas cada uno, sin climatizar transformados de tres AA 8000 en el TCR de Málaga en 1987. Originalmente numerados AA.
- A10x-12.100 (12.101 a 151) Preferentes con 10 departamentos de 6 plazas cada uno. Procede de la reforma de coches AA 8000 de primera clase, entre mayo de 1988 y febrero de 1990. Seis coches se vendieron a Argentina en 1994.
- B12-12.200 (12.201 a 1243) Coches turista con doce departamentos de ocho plazas sentadas, sin aire acondicionado, sumando 96 plazas. Proceden de la transformación de coches  BB 8500 de segunda clase entre abril y mayo de 1987 para los tres primeros, y noviembre de 1987 y julio de 1988 para el resto. Originalmente fueron numerados BB. Se retiraron del servicio entre abril de 1993 y enero de 1994. La numeración UIC era la los coches 8000 originales.
- B12x-12.300 (12.301 a 12.380) Ochenta coches turista con doce departamentos de 8 plazas sentadas, con aire acondicionado, sumando 96 plazas. Proceden de la transformación de coches BB 8500 de segunda clase entre mayo de 1988 y noviembre de 1990.
- D12-12.400 (12.401 a 12.415) Furgones procedentes de la reforma de DD 8100 en el TCR Málaga en 1992. Como 8100 fueron verdes. Tras la reforma se decoraron estrella y fueron apartados en color rojo de la UN de Paquetería Renfe.
- Bc10x-12.600 (12.601-12.668) Los tres primeros son Bc10 y proceden de la reforma de coches literas BBL 8100 en 1987. Los otros 65 coches se reformaron al igual que los anteriores en el TCR de Málaga entre septiembre de 1989 y diciembre de 1990. Su matrícula UIC responde a los coches originales BBL. Poseen diez departamentos de seis literas.
- Bc10xo-12.750  (12.751 a 12.765) Coches literas preparados para la introducción de camillas por las ventanas. Proceden de la reforma de coches literas BBL8100 e inicialmente vinieron decorados en colores Estrella. Fueron pensados para los trenes de peregrinos que de toda España se dirigían a Lourdes, pero no se llegaron a usar con tal fin.
- BR6x-12.800 (12.801 a 12.810) Mixtos cafetería-turista, disponen de 6 departamentos de 8 plazas cada uno, tipo 120. Proceden de la reforma entre junio y septiembre de 1989 de los antiguos BB-8.500 de segunda clase.
- AR5x-12.850 (12.851 a 12.855). Cinco coches mixtos cafetería-preferente tipo 120 con 5 departamentos de 6 plazas cada uno. Proceden de la reforma en 1989 de coches primeras  AA 8000 en el TCR de Málaga.
- R12-12.900 (12.901 a 12.908) Ocho coches restaurante de 52 plazas sentadas en mesas de 4, tipo 120, serie vendida íntegramente a Irán en 1998 y 2000.[3] Procedentes de la reforma de coches de segunda clase de la serie BB 8500 en 1991.

A partir del año 1997, con la reducción de los servicios Estrella, empezó el gran declive de la serie 12000, empezando con los coches con bogies de origen que sólo podían circular a 120 km/h.

### Renfe Serie 15000
14 coches fueron transformados entre 1991 y 1992 para servicios chárter, la composición se denominó Chartrén, en especial para escolares. Fueron retirados de servicio en 1994 y dados de baja oficialmente el 1 de octubre de 2000 después de algunas peripecias legales.

### Renfe Serie 16200
B11t-16.200  (16.001 a 16.240) Turistas de pasillo central, con disposición 2+2 y 88 plazas sentadas. Proceden de la transformación en 1991 de coches 8000 de segunda clase. Poseen aire acondicionado. Ocho unidades estuvieron prestando servicio en Regionales (B11tr), en especial en Andalucía durante la Expo92, y también en Cataluña (Pullman Cerdanya ver foto). A algunos coches se les sustituyeron los bogies originales Minden tipo para 120 km/h (estos coches tenían "08" en la numeración UIC), por bogies GC, tipo 160 (con un "78" en la numeración UIC). Doce coches fueron equipados con un sistema de vídeo, por lo que pasaron a tipo B11tv. Treinta coches B11t-16200 fueron transformados a la serie B10t-16300, los otros 10 se dieron de baja en 1999.

### Renfe Serie 16300
En 1996 se empezaron a transformar 22 coches de la serie Serie 16200 (12 B11tv y 10 B11t), que ya habían sido transformados de ochomiles originales de segunda clase pocos años antes. El objetivo era compatibilizarlos con la serie 9300 por lo que las principales modificaciones fueron una reducción de 80 a 88 plazas (por lo que los "nuevos" coches son del tipo B10tv), instalación de consignas, video en los que no tenían, y otras mejoras de interiorismo.
En 1997, los ocho coches16200 tipo B11tr también fueron trasnformados a la serie 16300 tipo B10tv para Largo Recorrido, pero ya en el año 1999 se dieron de baja.
La Renfe Serie 16300 circuló en los trenes diurnos Miguel de Unamuno y Finisterre hasta su sustitución por trenes Talgo III en 2001 y 2002, respectivamente, así como en el Diurno García Lorca en 1998-1999 coincidiendo con la denominación de ese tren como Intercity (ver artículo "García Lorca).